# Johan Julin
Johan Julin, född 26 september 1752 i Västerås, död 29 maj 1820 i Åbo, var en svensk-finländsk apotekare och naturforskare; far till John Jakob och Erik Julin.

## Biografi
Julin blev 1782 apotekare i Nykarleby och 1783 i Uleåborg, där han sedermera vistades till 1814. Han utövade en betydande allmännyttig verksamhet i Uleåborg. Han bragte sitt apotek i ett förträffligt skick och motarbetade verksamt den i Finlands nordliga bygder allmänna folktron på trolldomens företräde framför andra läkemedel. Han ägnade sig även åt naturhistoriska studier och hans samlingar av högnordiska föremål tillhörde sin tids främsta. År 1814 sålde han sitt apotek i Uleåborg och köpte ett apotek i Åbo. 
Julin författade åtskilliga smärre vetenskapliga uppsatser. I Vetenskapsakademiens Handlingar finns hans Försök till upplysning om Uleåborgs climat (1789, 1800), i "Läkaren och naturforskaren", band XIII, Berättelse om den i Kemi socken i Österbotten grasserande pestsjukdom, i Patriotiska sällskapets "Ny Journal uti hushållningen"  Bref om de i Österbotten, särdeles omkring Uleåborg, samlade naturalier (1792, 1800). Bland hans övriga arbeten kan nämnas Nytta och bruk af medikamenterne uti hus- och rese-apotek (1799). 
Han blev ledamot av Vetenskapsakademien i Stockholm 1791. Han erhöll assessors titel 1814.